# Zpráva
Zpráva obecně je jakákoliv nová, souhrnná nebo cílená jednorázová informace, kterou jeden člověk nebo skupina lidí předává jiným lidem. Používá se v nejrůznějších oblastech lidského života a společenského styku jako např. ve zdravotnictví, v politice, v podnikání atd. apod.

## V žurnalistice
V žurnalistice je základním žánrem zpravodajství. Informuje o události nebo jevu, který přináší alespoň jeden dosud neznámý fakt (a nebo známý, ale vystupující v nových souvislostech), přičemž daný jev se stal nebo nestal, popřípadě stane nebo nestane.

### Vlastnosti zprávy v žurnalistice
- aktuálnost,
- časová a místní (provinčnost × globálnost) relevantnost,
- věcnost (zpráva většinou oproštěna o všechna „zbytečná“ slova),

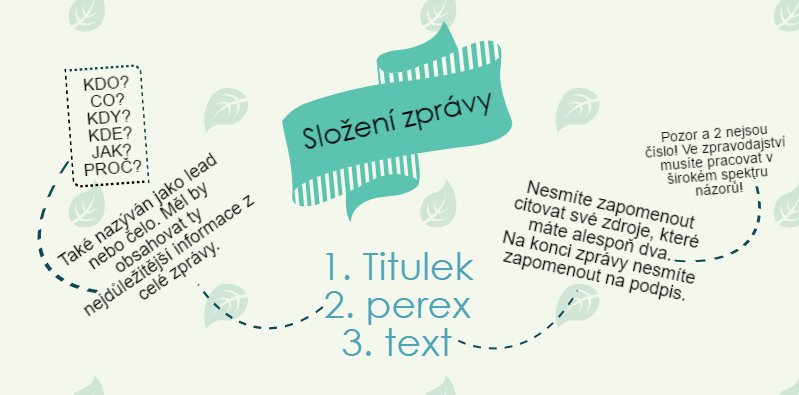

- objektivita (novinář/reportér nikomu nestraní, a u zpráv, kde je nějaký spor, se snaží získat vyjádření obou stran),
- přesnost (např. u čísel, peněžních částek nebo dat se přílišně nezaokrouhluje),
- úplnost (úmyslně se nezatajuje žádná relevantní souvislost nebo skutečnost),
- spolehlivost (zpráva většinou musí být ověřena z vícero nezávislých zdrojů),
- citová neutralita (zpráva např. postrádá slova jako „naštěstí“ nebo „bohužel“, apod.),
- délka (krátká × rozvinutá) přiměřená relevanci a celku, jehož je součástí,
- odpovídá na základní otázky „kdo/co, kdy, kde“ (se něco stalo). Odpovědi na další otázky jako je „jak“ (se něco stalo) a „proč“, se většinou lépe hodí do jiných žánrů (např. fejeton, úvaha, apod.).

## Jiné významy
- V různých oborech lidské činnosti se slovy zpráva, rozbor, analýza, referát, apod. označuje podrobný popis určitého oboru, často zachycující jeho vývoj v určitém časovém období; konkrétními příklady jsou výzkumná zpráva, výroční zpráva, mediální analýza apod. Často jde o výsledek práce nějaké komise, výboru, zvláštní skupiny (odborníků), který shrnuje jejich práci (závěrečná zpráva). V některých případech mají tyto zprávy funkci normy – např. „doporučení“ Mezinárodní telekomunikační unie.
- Ve vnitropodnikové komunikaci je jako zpráva myšlen elaborát, většinou shrnující nějakou oblast činnosti podniku, typicky pracující s jeho statistickými údaji.
- E-mailová zpráva
- SMS zpráva